# Phylica brachycephala
Phylica brachycephala är en brakvedsväxtart som beskrevs av Otto Wilhelm Sonder. Phylica brachycephala ingår i släktet Phylica och familjen brakvedsväxter. Inga underarter finns listade i Catalogue of Life.